# Khan Academy
Khan Academy är en amerikansk ideell organisation med syftet att lära ut kunskap gratis med hjälp av Youtube-klipp. Salman Khan, grundaren och en av lärarna på Khan Academy, skapade organisationen år 2006. Khan Academys Youtube-kanal består av ämnesområden som till exempel matematik, historia, sjukvård och läkemedel, finans, fysik, kemi, biologi, astronomi, ekonomi, kosmologi, organisk kemi, amerikansk samhällsvetenskap, konsthistoria, makroekonomi, mikroekonomi och datavetenskap. I juni 2023 hade kanalen 7,89 miljoner prenumeranter och deras videor hade fått över två miljarder visningar.
Khan Academy på svenska: sedan 2010 finns ett ideellt projekt att översätta Khan Academy till svenska. Det lanserades den 5 februari 2019, med grundläggande matematik.

## Historia
Organisationen startades 2008 när Salman ''Sal'' Khan lärde sin kusin matematik genom internettjänsten Yahoo! Doodle Images. Efter ett tag började även Khans andra kusin att använda sig av hans material. Då bestämde sig Khan att göra videorna i videoformat så han publicerade det på YouTube. Senare började han använda ritapplikationer såsom SmoothDraw, för att kunna spela in videor på sin dator. Idag använder han ArtRage som han ritar på genom sin Wacom tablet.
Det blev ett lyckat projekt för Khan som kunde lämna sitt ordinare jobb redan 2009 för att på heltid fokusera på att skapa utbildningsvideor under namnet Khan Academy.